# Црно-Езеро
Црно-Езеро (Crno jezero - лат., в переводе «Чёрное озеро») — озеро в северной части Черногории, в муниципалитете Жабляк. Расположено на горе Дурмитор, на высоте 1416 м в 3 км от города Жабляк. Это ледниковое озеро.

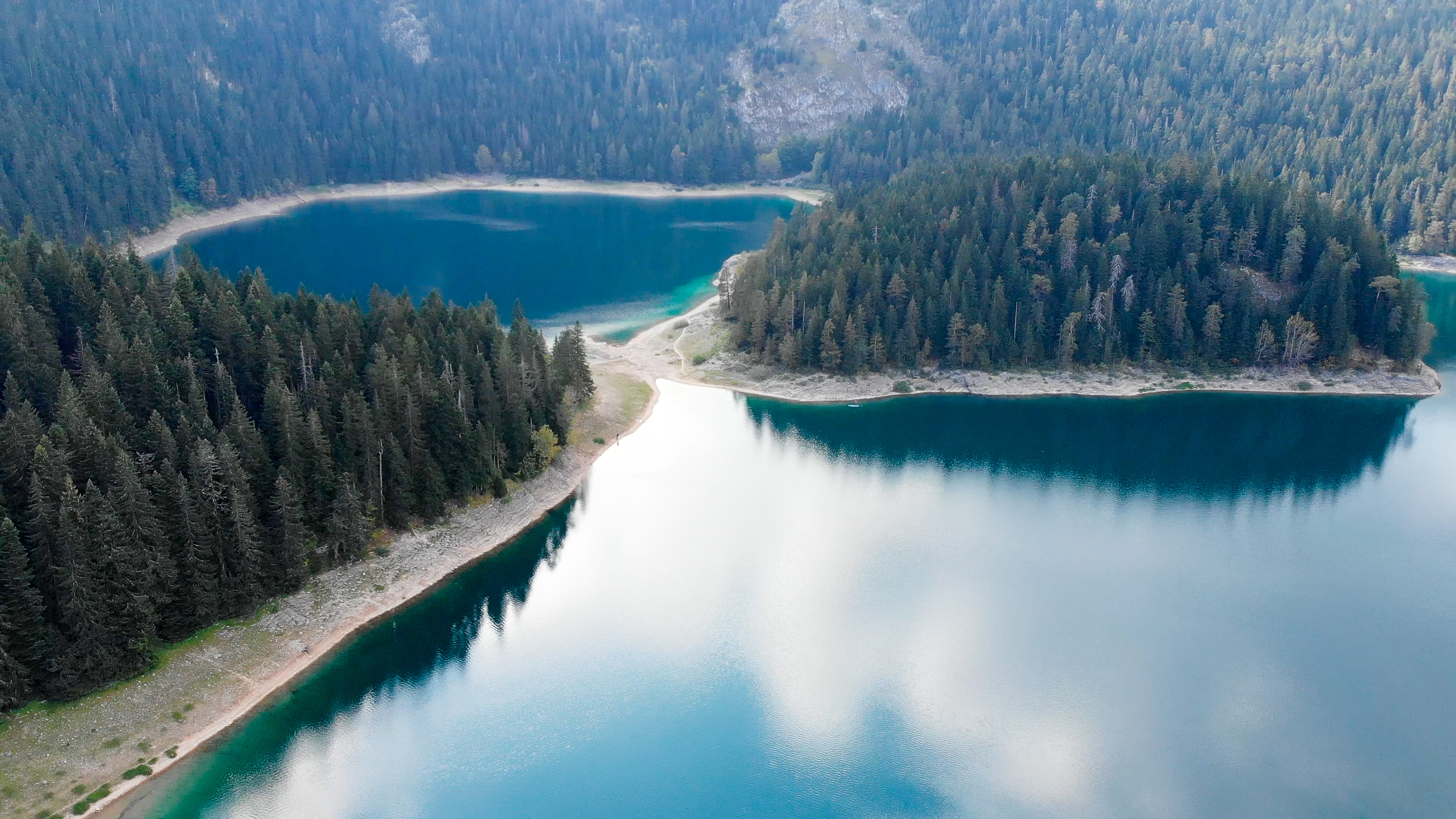

Озеро состоит из двух небольших озёр: Большого и Малого. Они соединены узким проливом, который летом пересыхает, тем самым создавая два отдельных водоёма.
- Большое озеро имеет площадь 0,338 квадратного километра, максимальная глубина 24,5 м, максимальная длина 855 м и максимальной ширина 615 м.
- Малое озеро имеет площадь 0,177 квадратного километра, максимальная глубина 49,1 м, максимальная длина 605 м, максимальная ширина около 400 м.

Максимальная длина всего Черного озера 1155 м. Популярный туристический объект. Вдоль озера проложена круговая пешеходная тропа. Так же от озера есть размеченные пешеходные маршруты к другим озерам в нац. парке Дурмитор.
Т.к. Черное озеро входит в состав национального парка Дурмитор, посещение озера платное. В 2024 году цена составляет 5 евро за взрослого.